# 香港仔浸信會呂明才書院

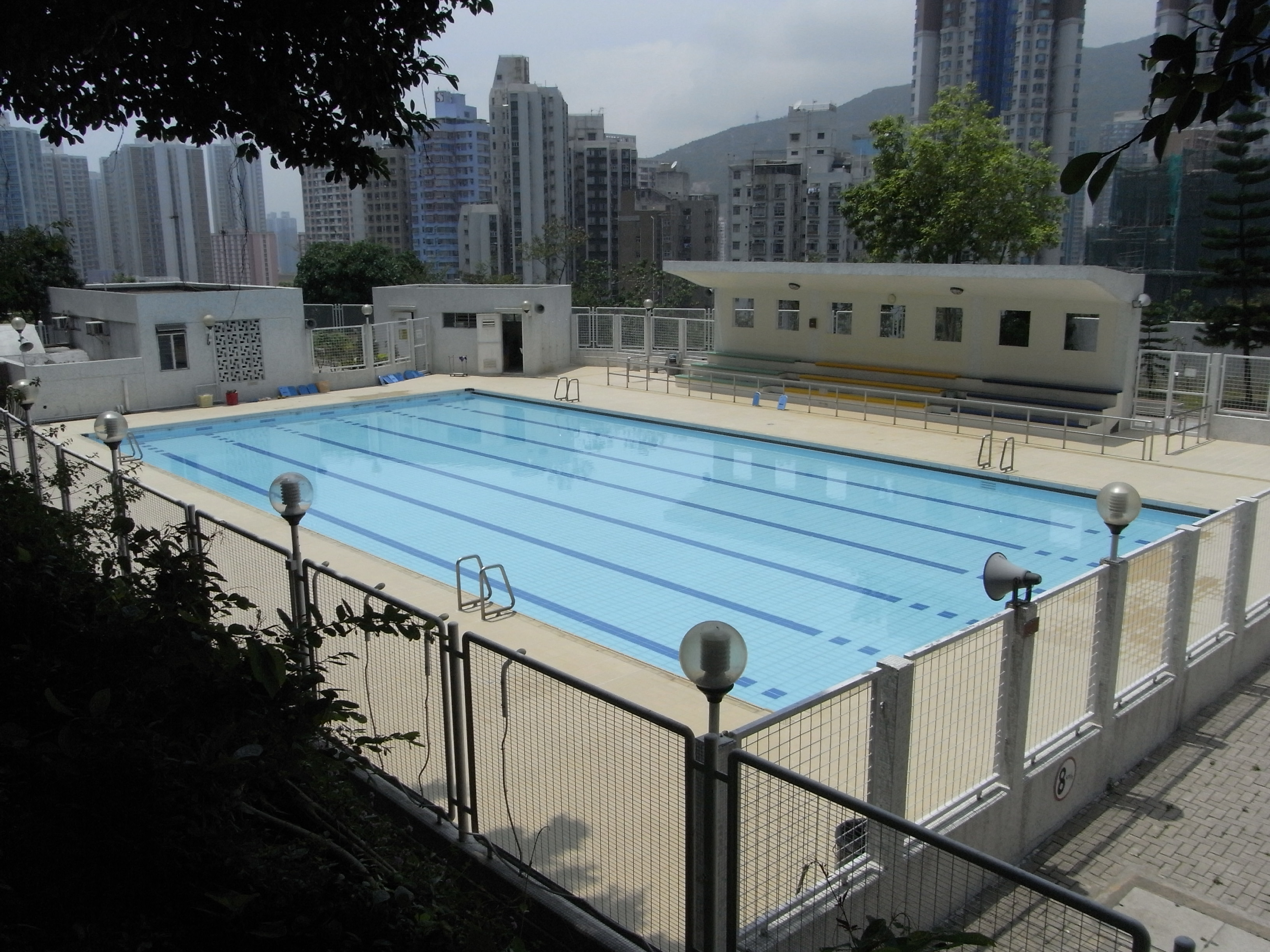
校舍泳池

香港仔浸信會呂明才書院（英語：Aberdeen Baptist Lui Ming Choi College，縮寫為ABLMCC；簡稱浸中），由香港基督教浸信會創立，前身是培真中學（1974－1978）、香港仔浸信會中學（1978－1995）。位於香港島鴨脷洲玉桂山利東邨道18號，是一間由香港仔浸信會興辦的資助男女文法中學。中文校訓是「至真至善」（希臘語為 Agathos & Aletheia）。

## 歷史

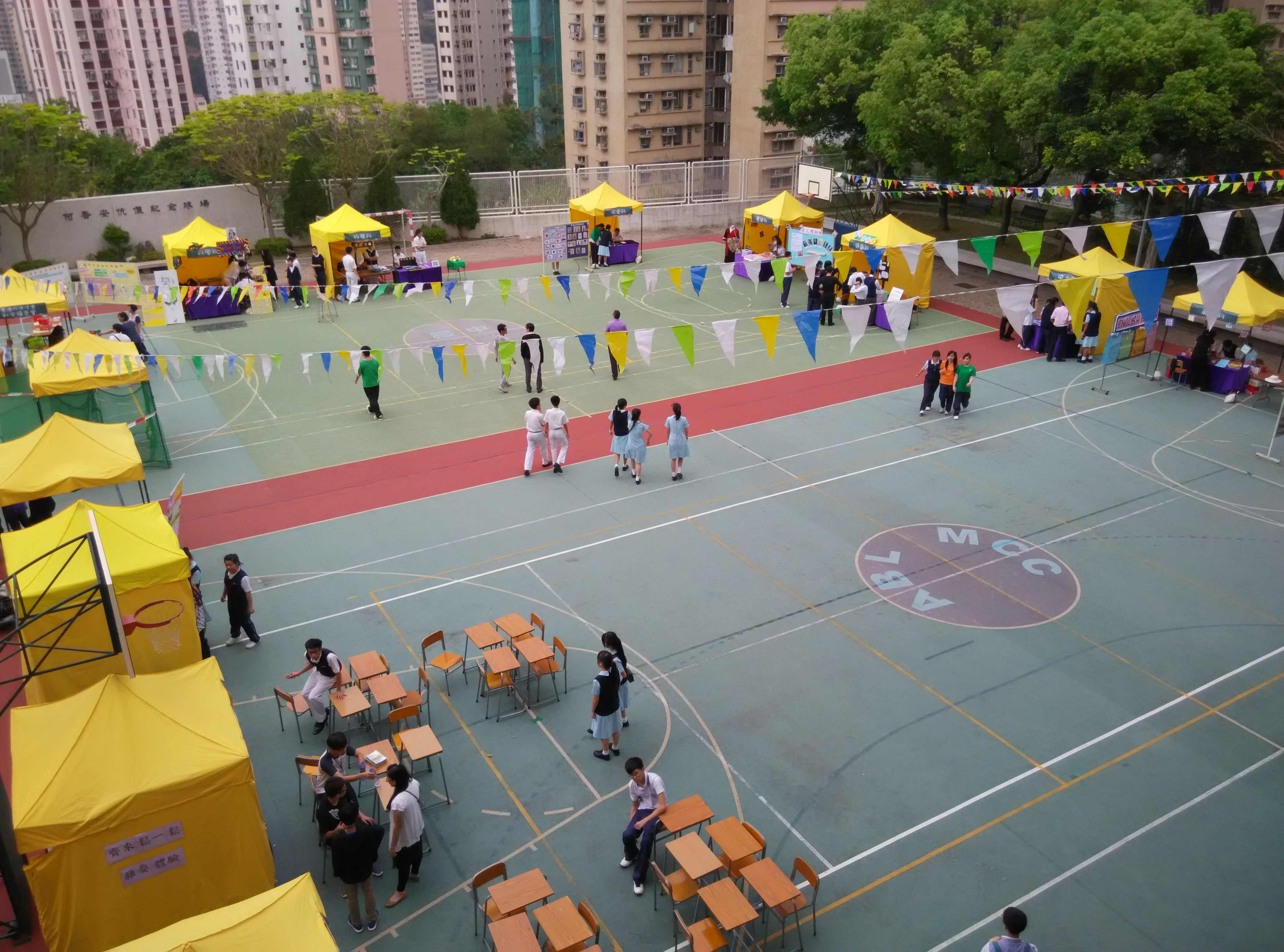
該校東面球場

- 1975年，香港仔浸信會接辦培真中學，是為直資中學，全名為香港仔浸信會培真中學，校址為香港仔水塘道的香港仔浸信會現址。
- 1979年，更名為香港仔浸信會中學。
- 1982年，由直資中學轉型成政府資助中學。
- 1983年，擴校計劃開展，加建足球場。
- 學校於1987年接受呂明才基金資助學務，並易名香港仔浸信會呂明才書院。
- 1988年，完成擴校計劃，新教學大樓落成。
- 約90年代初期，為配合擴展與學童人口上升，學校多番與港英政府協商遷校，最終政府批准學校遷往玉桂山的新校舍。
- 新校址於1993年開展建造工程，同時籌備新校啟用後，加建泳池。
- 經過約兩年的建設，工程於1995年完成。同年，學校開始使用新校址教學，同時更改校徽、學校運動衫、校呔、校服之款式（女生由穿旗袍改為穿校裙）。為方便管理，學校六社中，撤銷史懷哲及衛斯理社，僅保留其餘的加爾文、路德、慕迪與司布真社。
- 約1995年終，泳池建設工程開展。
- 泳池於1997年落成並啟用。同時，名命為呂高文游泳池。
- 1998年，開展母語教學。
- 為慶祝創校二十五週年，特於2000年4月10日香港大會堂舉行浸中銀禧音樂會。
- 2004年5月15日，舉行「香港仔水塘步行籌款日」，為當時將落成的校舍新翼購入設備作籌款。
- 籌備及建設多年的校舍新翼於2004年啟用。
- 由學校籌備的三十週年紀念音樂劇《帶給我未來》於2005年4月13日假香港大會堂公演。
- 學校於2007年8月31日，該校成立「法團校董會」，校董會是由辦學團體（香港仔浸信會）、校長、家長校董、校友校董、獨立校董組成，以管理學校。[1]
- 為紀念於任內因病逝世的張永福校長，該校於2008年1月26日舉行追思會。[2]
- 2008年10月至11月，為了給汶川大地震的災民打氣，該校參與由公益少年團及香港瀕危物種保育基金會等機構合辦的「四川震災— 一紙獻關懷」活動，於禮堂設計打氣卡並送贈災民[3]。
- 2009年，為紀念張永福校長逝世，學校將東北方的一處花園命名為福恩滿園。
- 為配合香港特區政府的教育政策，學校2010-2011學年首度開辦中一「彈性班」（中一的五班中，其中兩班以英文教授科學科），翌學年擴展至中二，至2012至2013年擴展至中三（中三的四班中，其中兩班以英文教授化學和物理科）。及後持續開辦中一至中三的「彈性班」。
- 2012年，推行達人計劃，全方位提升學生的自我效能感。[4]
- 2014年9月所發生的9·28催淚彈驅散行動及後續爆發的雨傘運動，引發香港社會極大迴響。有中五年級的學生自發於2014年9月29日舉行「聯班罷視升旗禮行動」（及後校方取消該年度升旗禮）[5]，以及「罷課大會」 (四社社長擔任學生代表籌辦; 學生會內閣因無人競選，幹事職位全告出缺的情況下，故並沒有參與其中) ，讓同學自行發表對政改意見，校方亦借此加強公民教育。
- 2015年4月，四十週年紀念音樂劇《Mounting Up 如鷹展翅》公演。
- 2015年，《十年》之其中一個故事《浮瓜》於校園取景拍攝。
- 2015年11月下旬，學校爆發手足口病疫情，為防範疫症蔓延，此年度的陸運會及敬師宴取消，活外活動亦予延期或取消，學校飯堂亦暫停營運。12月上旬起，部份上課日更提早放學[6]。
- 2015年12月19日，該校潛水隊正式成立，該隊亦成為香港首間參與香港珊瑚普查的中學[7]。
- 2019年6月9日，2019年6月9日反對逃犯條例修訂草案遊行在國際社會上引關起極大關注，有中三級同學發動罷考TSA，以表示對修定逃犯條例的不滿。
- 2019年9月6日，學生自發學辦「『浸中x真光』人鏈活動」，以表示對修定逃犯條例的不滿。
- 2025年5月，《五十周年校慶感恩綜藝晚會》公演。

## 辦學宗旨
秉承基督教精神辦學，旨在培養學生整全人格，躬行實踐「至真至善」（BE TRUE & KIND）的校訓。
透過廣泛課程，灌輸各樣學科知識及技能；組織多元化的課外活動，讓學生參與，啟發學生潛能；學校亦與家長保持緊密聯繫，共同合作，培育學生成長，使能獨立思考，明辨是非，學會與人相處，勇於承擔責任。

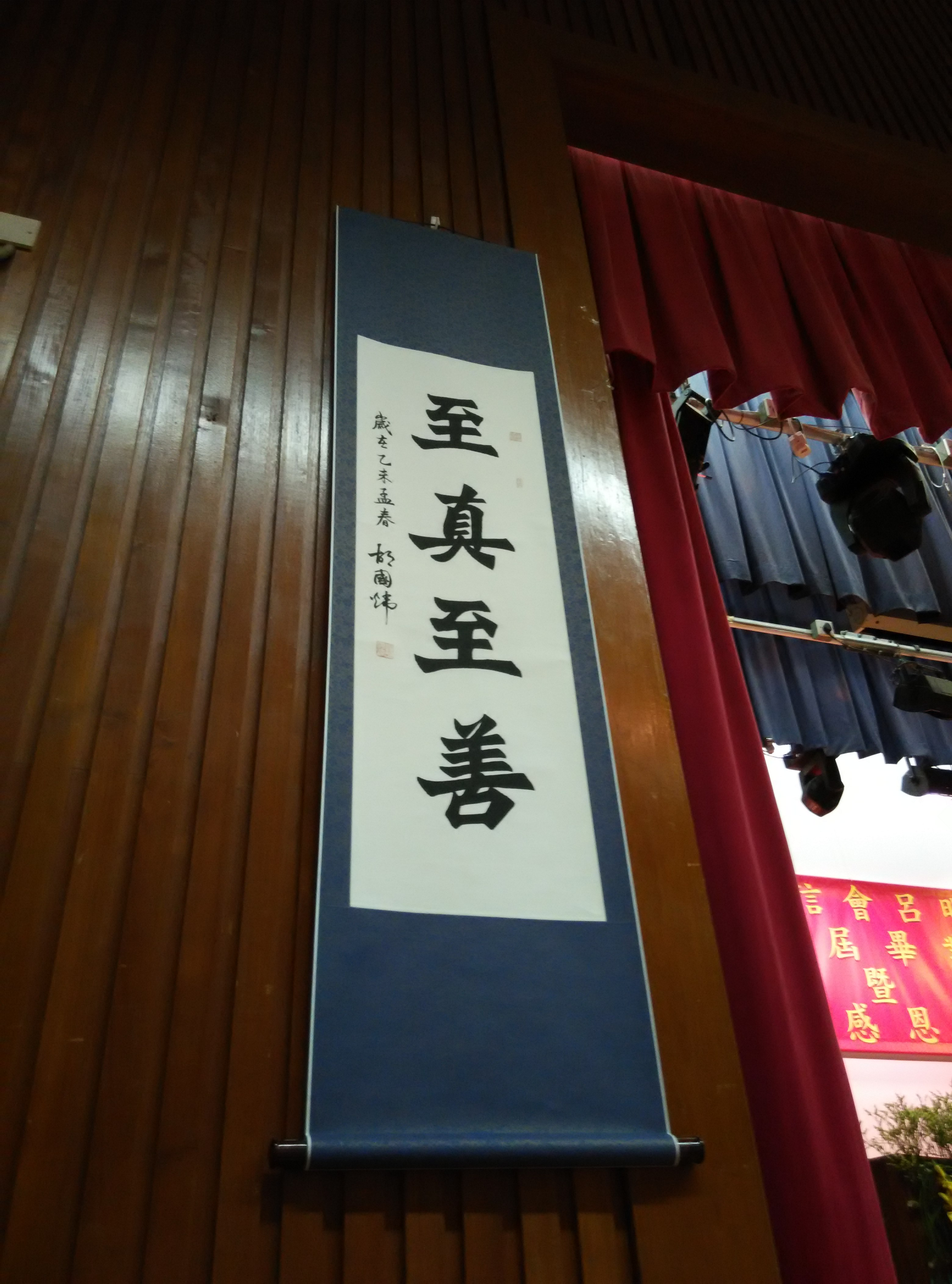
被掛在禮堂的「至真至善」書法藏品

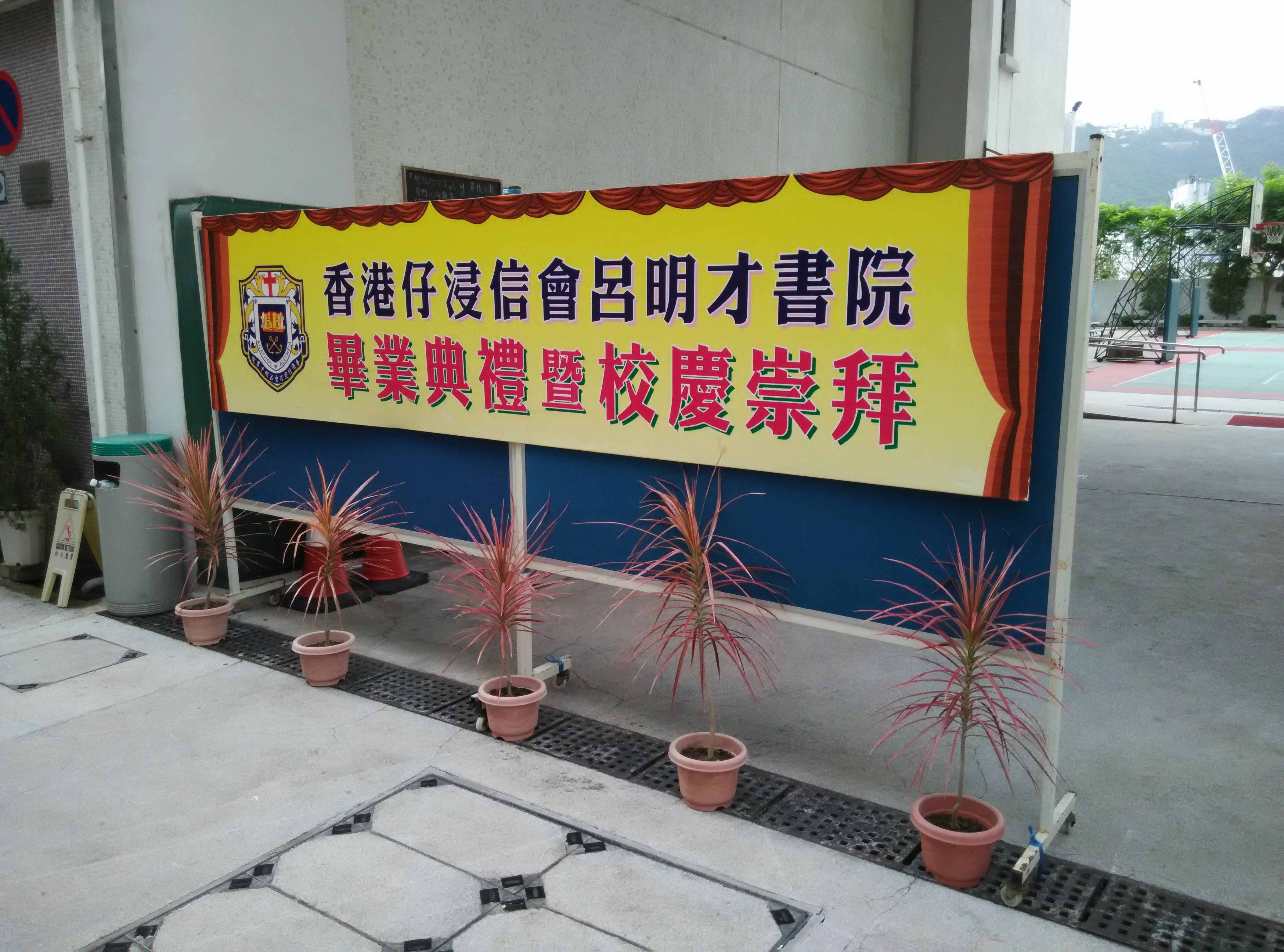
該校之畢業禮橫額（攝於2015年6月）

## 目標
學校學生自稱為「浸中人」（Abssian）。
ABSS乃1987年以前學校未易名為「香港仔浸信會呂明才書院」前Aberdeen Baptist Secondary School（香港仔浸信會中學）的簡稱。
學校一直著意培養學生「專心致志」（Assiduous）、「與人為善」（Benevolent）、「自信」（Self- confident）、「真誠」（Sincere）的品德；努力建設學校群育的工作，打造「浸中人」；營造學校成為一個學習的社群，以體現校訓「至真至善」的精神。

## 社制
該校於1979年起創立社制，下設加爾文、慕迪、路德、衛斯理及司布真五社，及後因學生人數上升，增設史懷哲一社，令校社數目增至六社。制度之目的為透過校內團體以培養同學之團結、合作精神。遷校後，校方為方便管理，學校六社中，撤消史懷哲及衛斯理社，僅保留其餘的加爾文、路德、慕迪與司布真社。

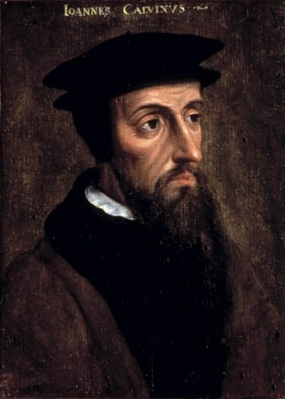
為紀念法國著名神學家約翰·加爾文，該校的藍社命名為加爾文社（英語：Calvin House）。
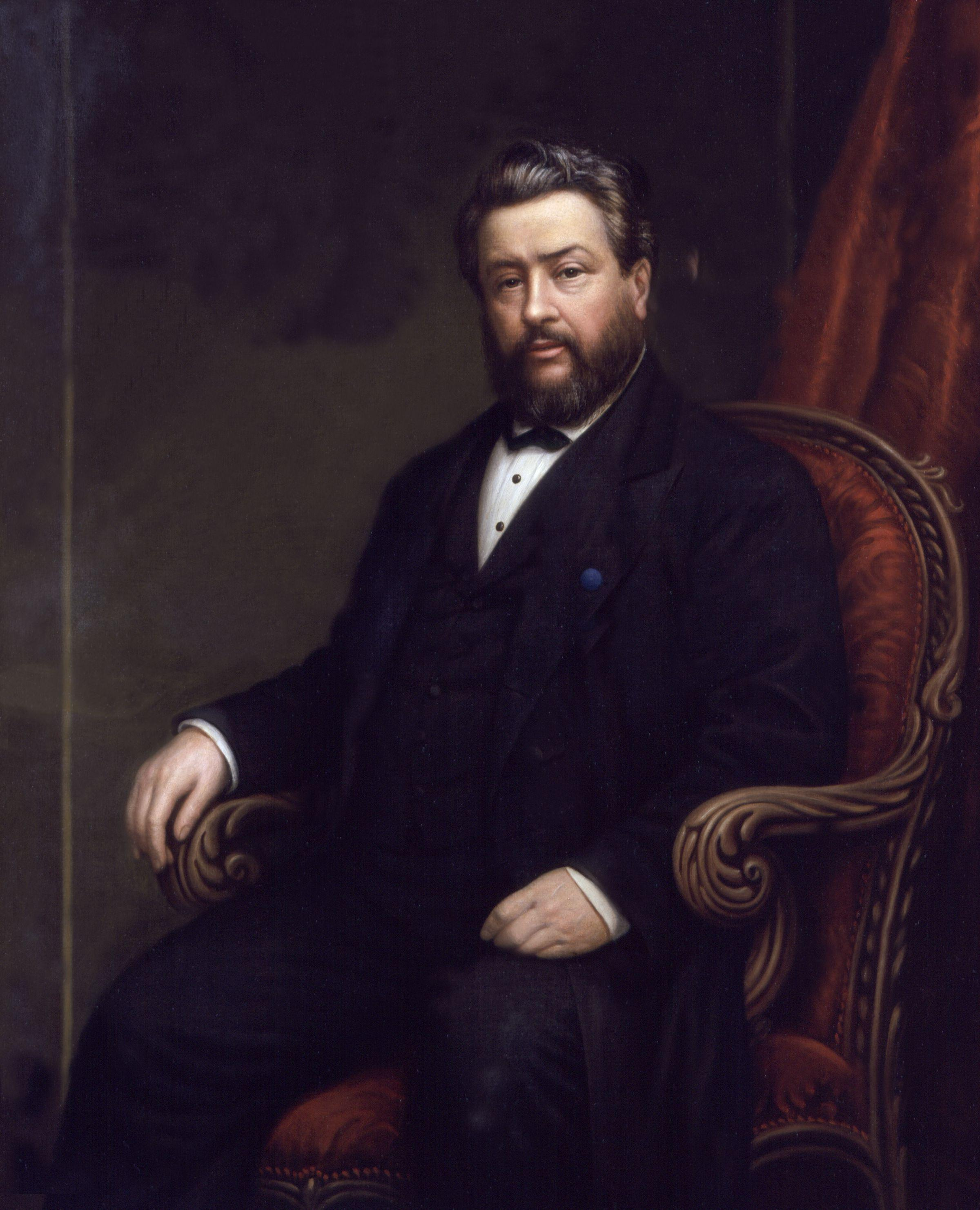
為紀念英國著名浸信會牧師查爾斯·司布真，該校的紫社命名為司布真社（英語：Spurgeon House）。
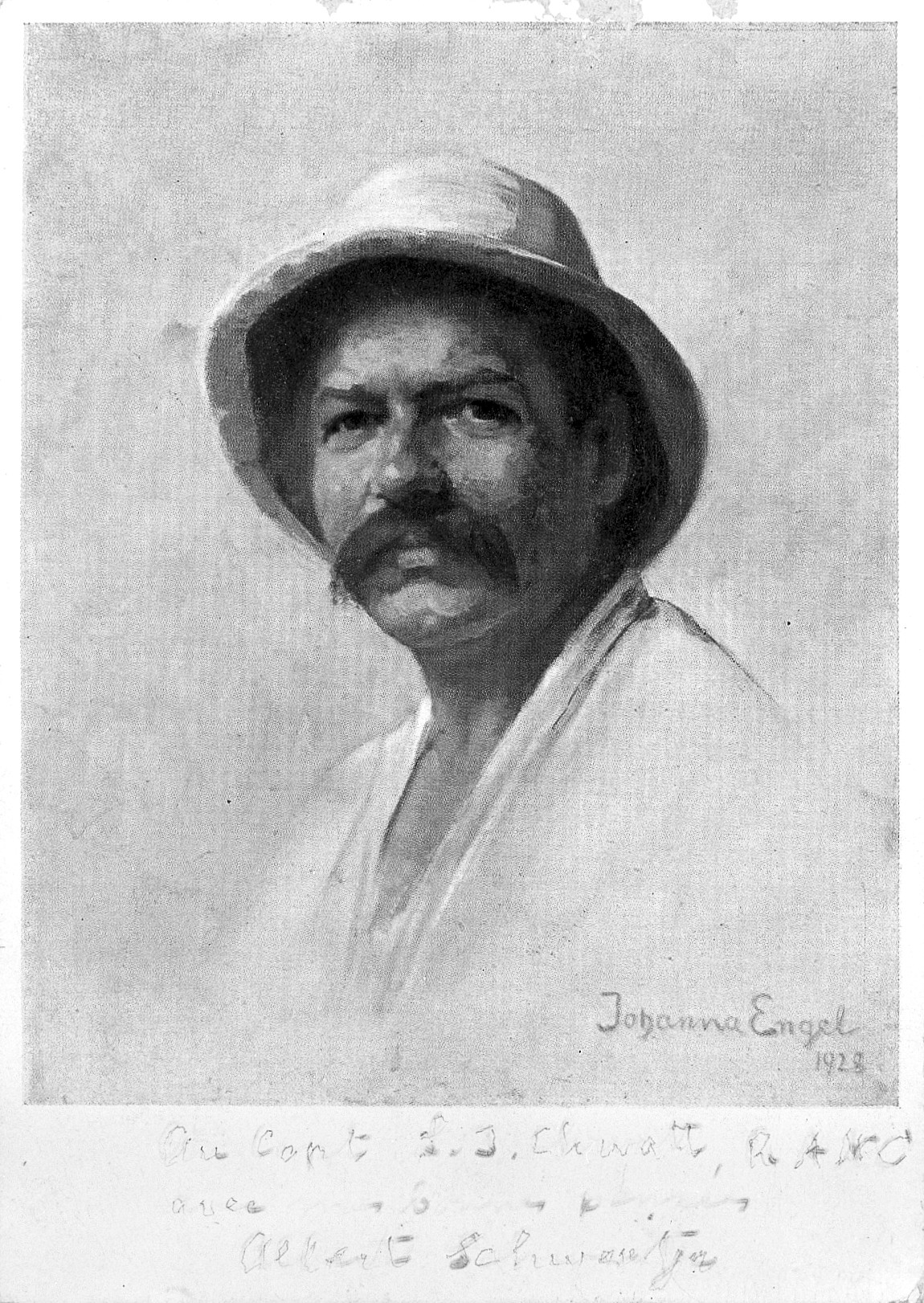
為紀念博學家阿爾伯特·史懷哲，該校在校社重組前，曾有一社被命名為史懷哲社（英語：Schweitzer House）。
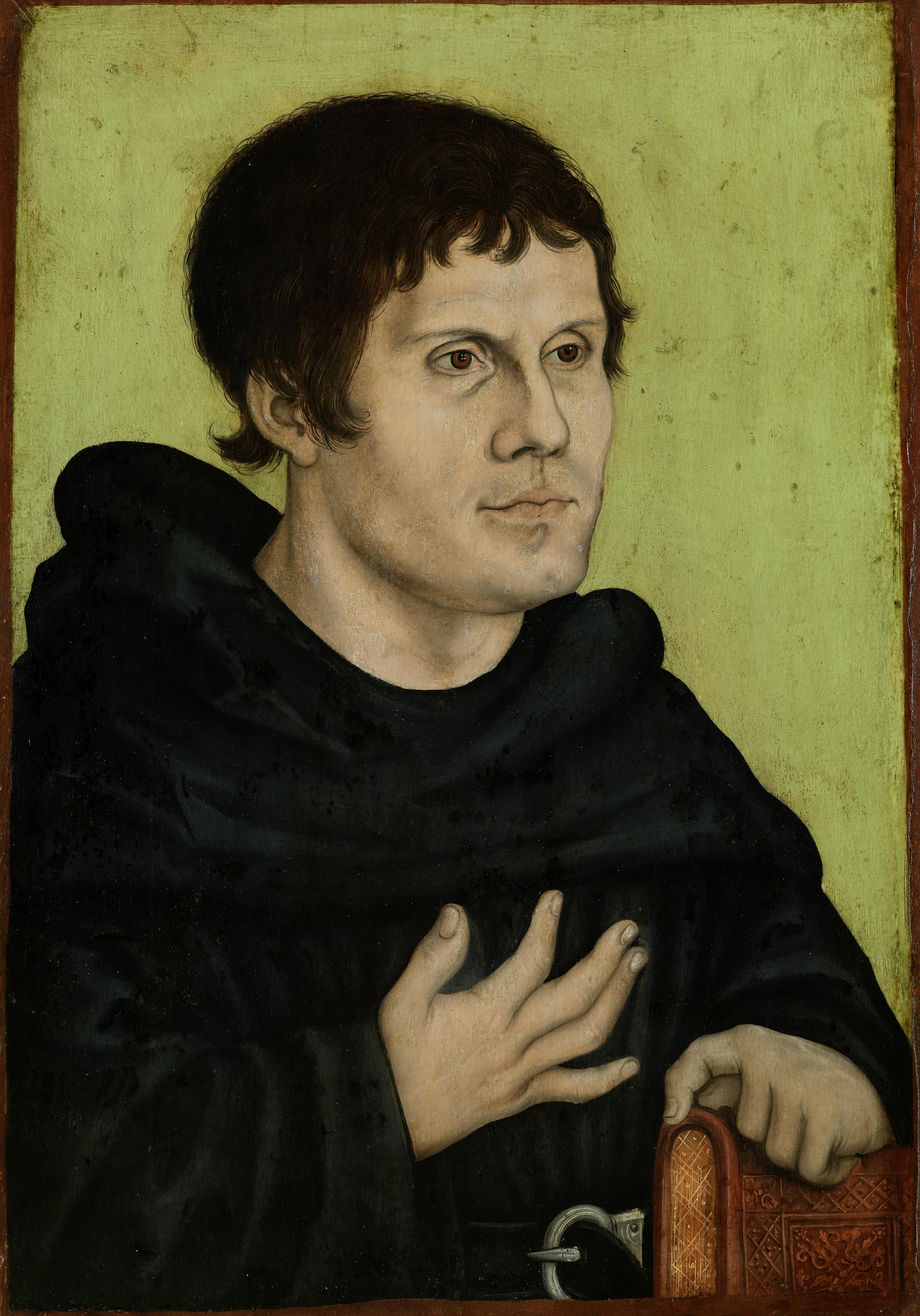
為紀念宗教改革運動發起人馬丁·路德，該校的黃社命名為路德社（英語：Luther House）。
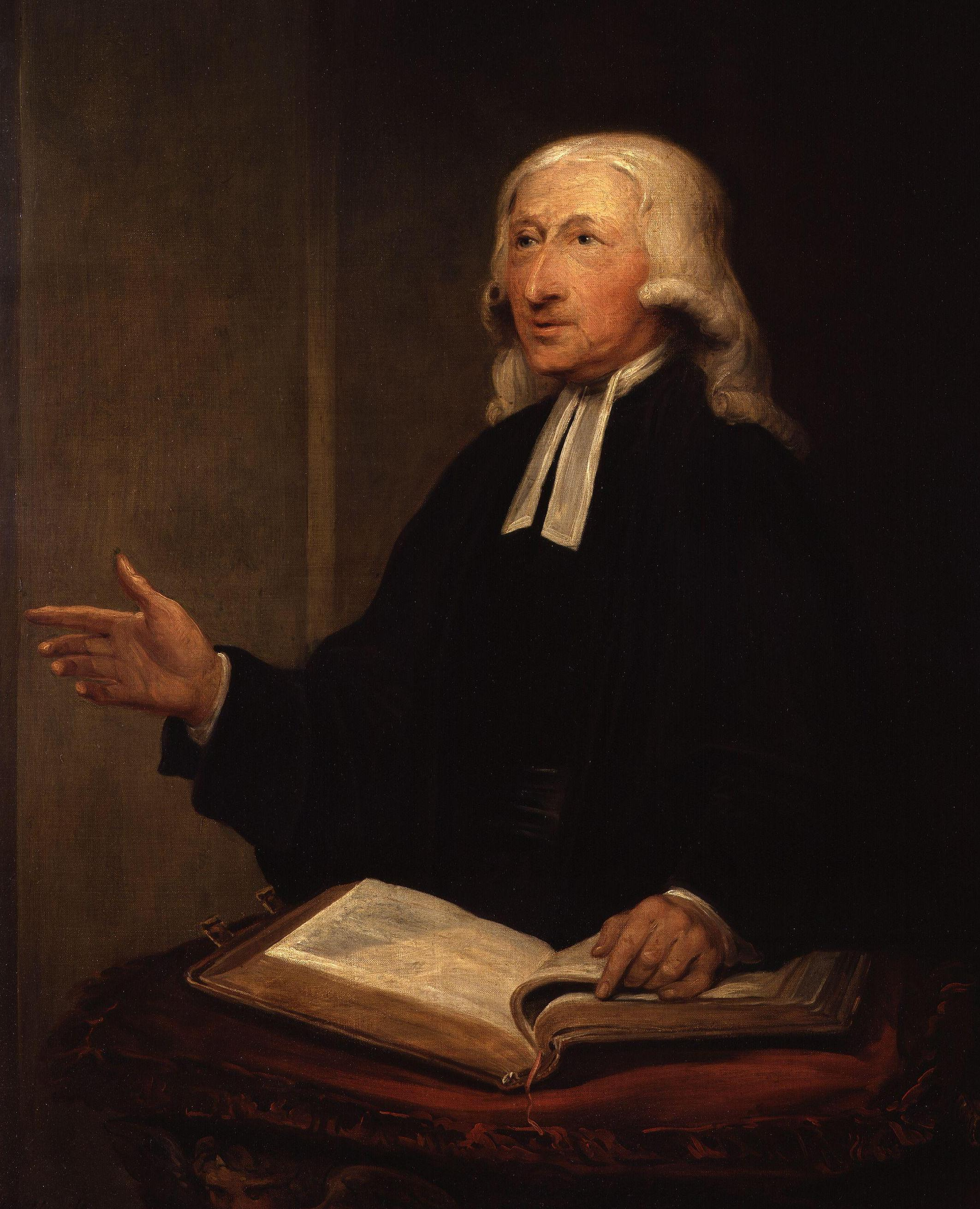
為紀念神學家約翰·衛斯理，該校在校社重組前，曾有一社被命名為衛斯理社（英語：Wesley House）。
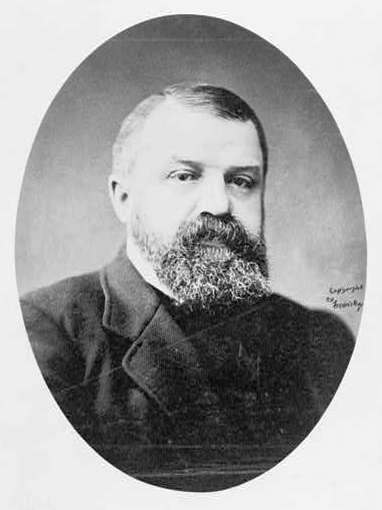
為紀念美國傳道人慕迪，該校的紅社命名為慕迪社（英語：Moody House）。

## 四社盃
各社社分會由校方所紀錄，全年度社分最高之社將獲得四社盃，是為該校的一個名譽。社分可經各類型社制比賽中取得，例如社制排球比賽、水運會、陸運會、問答比賽、中英文打字比賽等。

## 科目
中文、英文、數學、通識、科學、生社、公社、物理、化學、生物、歷史、中史、地理、音樂、體育、家政、宗教、電腦、普通話、視覺藝術、經濟、中國文學、旅遊與款待、企業會計與財務概論。

## 學校設施
- 學校有一座教學樓，當中分為新翼：陳德生伉儷樓、舊翼：黃文傑大樓。

- 學校面積超過9000平方米，面對香港仔避風塘。

- 學校共有29個課室、自設游泳池（泳季有救生員當值）、5個實驗室（1個生物實驗室、1個物理實驗室、1個化學實驗室、2個綜合科學實驗室）、2個電腦室、多媒體學習中心、音樂室、視覺藝術室、小食部、學生活動中心、多用途禮堂、接待室、校務處、3個教員室、教員休息室、花園（褔恩滿園）、地理室、家政室、電腦室、英語室、數學室、學生活動中心、飯堂、太陽能發電板、白光雨天操場、何香安伉儷紀念球場（籃球場、排球場）以及賴慰庭校長廣場（排球場）。

## 歷任校長
| 任期              | 校長         | 學校階段                                           |
| 1975年至1976年    | 袁國良先生   | 培真中學                                           |
| 1976年至1996年    | 賴慰庭先生   | 培真中學、香港仔浸信會中學、香港仔浸信會呂明才書院 |
| 1996年至2004年    | 阮磐石先生   | 香港仔浸信會呂明才書院                             |
| 2004年至2007年    | 張永褔先生   | 香港仔浸信會呂明才書院                             |
| 2007年至2020年7月 | 禤楊美鄰女士 | 香港仔浸信會呂明才書院                             |
| 現任              | 黃家厚先生   | 香港仔浸信會呂明才書院                             |

## 學生會
為校內重點學生組織之一，職責包括協助同學將其意見反映予校方、提供文具售賣、監察小食部食品質素及主辦大型活動等。學生會亦有委派學生代表加入學生福利委員會，參與恆常會議以及投票部分決議案。學生會歷屆亦有以舉行論壇等方式去鼓勵同學關注社會事務及校內議題。
傳統上，學生會大部分內閣都以自動當選方式產生，歷屆甚少出現多閣參選的情況；學生會幹事會上任以及終期試後，需分別出席共兩次的答問大會，同學提問尖銳，歷屆幹事會皆慎重看待。
學生會曾經固定使用新翼陳德生伉儷樓602A室作為會址，但如今在校園內已經並無固定會址；學生會召開會議場地視乎幹事會內閣彈性安排。
2013-14年度幹事會內閣推動並試行由以選舉方式組成的評議會;評議會共有31個議席（票選或協商推舉方式產生共22席班代表評議員，及由學生會主席提名並委任方式產生共9席不具投票權的幹事會代表評議員），並執行及遵守《學生評議會附例》，學生會內閣必須向評議會交代會務以及出席質詢環節。  
2015年9月，學生會會章在第五次修訂中將學生評議會及學生評議會附例正式納入會章第七章《監督》。

### 歷屆學生會評議會成員
| 屆期      | 主席                       | 秘書                       |
| 2016-2017 |                            |                            |
| 2015-2016 |                            |                            |
| 2014-2015 | 學生會內閣出缺，評議會懸空 | 學生會內閣出缺，評議會懸空 |
| 2013-2014 | 區穎虹*                    | 霍鎮邦*                    |

### 歷屆學生會幹事會內閣
| 年份      | 內閣名稱                                                 | 主席    | 備註                           |
| 2023-2024 | Camellia                                                 | 黃雅詩* |                                |
| 2022-2023 | Zephyr                                                   | 馮思珩* |                                |
| 2021-2022 | Amaryllis                                                | 盧家俊* |                                |
| 2020-2021 | Origin                                                   | 徐逸軒* |                                |
| 2019-2020 | Essential                                                | 陳澤霖* |                                |
| 2018-2019 | Astra                                                    | 鄭穎恩* |                                |
| 2017-2018 | Sapphire                                                 | 鍾嘉文* |                                |
| 2016-2017 | All-Time                                                 | 莫逸濤+ |                                |
| 2015-2016 | Stardust                                                 | 徐芷晴+ |                                |
| 2014-2015 | 不適用（學生會出缺，相關功能被學生會工作小組有限度替代） | 呂美熺# | 由校方委任為學生會工作小組主席 |
| 2013-2014 | Eternity                                                 | 陳灝+   |                                |
| 2012-2013 | Vestas                                                   | 蘇健鋒+ |                                |
| 2011-2012 | Hearts                                                   | 劉灝民* | 得票不詳                       |
| 2010-2011 | Libra                                                    | 陳毅聰+ |                                |
| 2009-2010 | Utopia                                                   | 郭建燊  |                                |
| 2008-2009 | United                                                   | 湯庸皓  |                                |
| 2007-2008 | SP                                                       | 許傳皓+ |                                |
| 2006-2007 |                                                          | 何穎蓉  |                                |
| 2005-2006 |                                                          | 黃偉麟  |                                |
| 2004-2005 | Wind                                                     | 林鈺晏  |                                |
| 2003-2004 | O2                                                       | 鄺松亨  |                                |
| 2002-2003 | Elite                                                    | 陳德建  |                                |
| 2001-2002 |                                                          | 麥仲輝  |                                |
| 2000-2001 |                                                          | 譚銘聰  |                                |
| 1999-2000 |                                                          | 湯慧瑩  |                                |
| 1998-1999 |                                                          | 鄭偉豪  |                                |
| 1997-1998 |                                                          | 施清秀  |                                |
| 1996-1997 |                                                          | 鄭詩琪  |                                |
| 1995-1996 |                                                          | 盧少琼  |                                |

^  注解+：自動當選。
^  注解*：選舉票選產生。
^  注解#：校方委任。
^  注解@：任期內辭職。

## 學會
以下內容不包括各學社、收費課外活動班、學長隊、輔助學長隊及學生會。

### 現有承辦的學會
| 學會名稱         | 首次承辦年度 | 備註                               |
| 公益少年團       | 不詳         |                                    |
| 天文小組         | 2012-2013    |                                    |
| 園藝組           | 不詳         |                                    |
| 日本文化研究學會 | 2014-2015    |                                    |
| 圖書學會         | 不詳         |                                    |
| 家政學會         | 不詳         |                                    |
| 地理及環保學會   | 不詳         |                                    |
| 記憶法學會       | 2013-2014    |                                    |
| 棋藝組           | 不詳         |                                    |
| 美術學會         | 不詳         |                                    |
| 形象指導學會     | 不詳         |                                    |
| 自然科學學會     | 不詳         |                                    |
| 泳隊             | 不詳         |                                    |
| 草地滾球隊       | 2011-2012    |                                    |
| 排球隊           | 不詳         |                                    |
| 籃球隊           | 不詳         |                                    |
| 福音足球隊       | 不詳         | 只限中一學生參加的校內足球隊       |
| 足球隊           | 不詳         | 只限中二或以上學生參加的校內足球隊 |
| 羽毛球隊         | 不詳         |                                    |
| 乒乓球隊         | 不詳         |                                    |
| 校園小組         | 不詳         |                                    |
| 深資童軍         | 2010         | 港島地域256童軍旅                  |
| 童軍             | 2004         | 港島地域256童軍旅                  |
| 校園電視         | 不詳         |                                    |
| 學生團契 (初團)  | 不詳         |                                    |
| 學生團契 (高團)  | 不詳         |                                    |
| 歷史學會         | 不詳         |                                    |
| 合唱團           | 不詳         |                                    |
| 管樂團           | 不詳         |                                    |
| 聲樂小組         | 不詳         |                                    |
| 音樂學會         | 不詳         |                                    |
| 浸中氣槍射擊組   | 不詳         |                                    |
| 義工小組         | 不詳         |                                    |
| 機械人學會       | 不詳         |                                    |
| 話劇組           | 不詳         |                                    |
| 健康校園學會     | 不詳         |                                    |

### 已停辦的學會
| 學會名稱     | 最後承辦年度 | 備註                   |
| ------------ | ------------ | ---------------------- |
| 彈網組       | 不詳         |                        |
| 點心班       | 不詳         | 相關功能被家政學會取替 |
| 公民教育學會 | 2013-2014    |                        |
| 中文朗誦隊   | 不詳         | 相關功能被中文學會取替 |
| 攝影學會     | 2014-2015    | 因攝影趨流行而停止承辦 |

## 校旗

### 遷校前
校旗以藍色為底色，上繡有遷校前所用的校徽，校徽置中。

### 遷校後
由於校徽隨遷校而被更換，舊版校旗不再使用。校旗一共有兩個版本，皆以紫色作底色，上繡有校徽。較舊的校旗版本，校徽置左，而較新的版本，校徽置中。
而除了開學日、陸運會外，校旗在學校或校外懸掛的機會相當少。而兩款版本的校旗亦同時流通及被使用。

## 著名教師
- 李榮基先生：樂視體育香港之足球評述員（已於2024年退休並離開香港）

## 校友
- 陳敬然，MH：香港滑浪風帆選手
- 李炳文：香港男歌手[11]（1978年中五）
- 石金華：香港體育評述員及前愉園體育會足球領隊兼行政總監（1979年中五）
- 郭志仁：香港商業電台雷霆881節目主持及商業一台總監
- 劉曉晴：台灣女子偶像團體AKB48 Team TP成員，原為Unit Sakura組長
- 何晧進：2013年世界乒乓球青年錦標賽亞軍
- 李嘉彥：香港Youtube組合JFFT成員。
- 蔡曉東： Hong coin創辦人，東館創辦人，Jpex案逃犯之一

## 校園文化
- 四社大會：每一年度四社，即加爾文、路德、慕迪與司布真社都會在九月下旬舉行四社大會，進行四社幹事選舉。每一年四社大會的人事更替備受同學重視，社長人選更成為同社社員之間的熱門話題。四社大會亦成為嬴取四社盃的開幕式，亦意味着新任社長以帶領社員嬴取四社盃為目標，奪盃成為社際文化的榮譽象徵。[來源請求]

## 外部連結
- 香港仔浸信會呂明才書院網頁（页面存档备份，存于）
- 香港中學列表